# Palacio Benjamín Carrión
El Palacio Benjamín Carrión, también conocido como Casona de la CCE, es una edificación palaciega de la ciudad de Quito. Está ubicado en el distrito de Itchimbía, junto al límite con La Mariscal. Sus predios se encuentran flanqueados por las avenidas 6 de Diciembre, Patria, y 12 de Octubre; además, en su lado sur colinda con el parque de El Arbolito.

## Historia
Para el cumplimiento de los propósitos que habían inspirado la creación de la Casa de la Cultura Ecuatoriana, se requería de la infraestructura adecuada donde funcionarían sus oficinas, museos, bibliotecas, salas de exposición, aulas académicas, etc. Es así como el primer presidente de la institución, Benjamín Carrión, obtiene los fondos necesarios del presidente de la República José María Velasco Ibarra, y encarga la construcción de un edificio de carácter palaciego para dichos fines.
El edificio comenzó su construcción en 1946 basado en los planos del ingeniero quiteño Alfonso Calderón Moreno, quien lo concibió como una estructura de estilo neocolonial, decorada con frescos de Oswaldo Guayasamín y Galo Galecio; mientras que en el hall principal se asignó los murales de Diógenes Paredes y José Enrique Guerrero. El palacio se ubica en los terrenos donados frente al histórico parque El Ejido por el Municipio de Quito, bajo la alcaldía de Humberto Albornoz.
Con el paso de los años se ha ampliado el palacio con la construcción del Fondo Editorial Pedro Jorge Vera, la primera editorial de la entidad. El Teatro Prometeo, que debido a su forma circular es considerado el de mejor acústica del país. Y el Área de la Mujer, que es un espacio de diálogo permanente, donde se generan ideas, reflexiones y proyectos relacionados con el quehacer cultural de mujeres en búsqueda de equidad, integración y solidaridad.

## Funcionalidad
Dentro de su estructura funcionan oficinas administrativas como la Presidencia, Secretaría General, Financiero, Recursos Humanos, Publicaciones y Planificación. Además de espacios destinados a la difusión de la cultura:
- Cinemateca Nacional
- Salas Jorge Icaza
- Sala Benjamín Carrión
- Sala de Exposiciones Miguel de Santiago
- Sala de Exposiciones Eduardo Kingman
- Sala de Exposiciones Oswaldo Guayasamín
- Sala de Exposiciones Ramiro Jácome
- Sala de Exposiciones Víctor Mideros